# ОКС Энерджи
«ОКС Энерджи» (англ. OKC Energy FC) — американский профессиональный футбольный клуб из города Оклахома-Сити штата Оклахома. Является участником Чемпионшипа ЮСЛ, второго по уровню дивизиона в системе футбольных лиг США, но в настоящее время временно приостановил свою деятельность.

## История
2 июля 2013 года компания Prodigal LLC под руководством Боба Фанка-младшего получила франшизу USL Pro для Оклахома-Сити, которая присоединится к лиге в 2014 году. 14 ноября 2013 года было объявлено название будущего клуба — «Оклахома-Сити Энерджи», представлены его цвета — зелёный и синий, и логотип. 20 декабря 2013 года главным тренером клуба был назначен Джимми Нильсен. 30 января 2014 года клуб подписал первого игрока в своей истории — центрального полузащитника Майкл Томаса.

## Главные тренеры
- Джимми Нильсен (20 декабря 2013 — 16 ноября 2017)
- Стив Кук (20 декабря 2017 — 22 октября 2019)
- Джон Паскарелла (22 ноября 2019 — 4 июня 2021)
- Ли Видмен (4 июня 2021 — 30 января 2023)